# Гісарський хребет
Гісарський хребет — гірський хребет у Середній Азії, у західній частині Паміро-Алайської гірської системи (в Узбекистані і Таджикистані), вододіл басейнів Зеравшану та Амудар'ї. 
Протяжність Гісарського хребта — близько 200 км. Проходить на південь від Заравшанского хребта і на північ від міста Душанбе через Гісарський район Таджикистану і північну частину Сурхандар'їнської області Узбекистану . 
Найвищою точкою хребта є гора Хазрет-Султан (узб. Hazrati Sulton choʻqqisi) (колишній Пік ім. XXII з'їзду КПРС) заввишки 4 643 м, розташована на території Узбекистану в прикордонні з Таджикистаном (на північний захід від міста Душанбе). Цей пік є водночас найвищою горою Узбекистану. 
У західній частині в межах Узбекистану Гісарський хребет приймає південно-західний напрямок, при цьому від нього відгалужуються такі хребти як Яккабазький, Чакчар, Байсунтау, Сурхантау. 
Хребет складений переважно з кристалічних порід, сланців та пісковиків, прорваних інтрузіямі гранітів. На нижніх частинах схилів — субтропічні високотравні степи, вище — дереново-злакові степи і деревно-чагарникова рослинність, ще вище — субальпійські луки, нагірні ксерофіти, низькотравні альпійські луки. 
В центральній частині хребта знаходиться Гісарський заповідник.